# Золотарёв, Алексей Антонович
Алексей Антонович Золотарёв (1917—1996) — старший сержант Рабоче-крестьянской Красной Армии, участник Великой Отечественной войны, Герой Советского Союза (1944).

## Биография
Алексей Золотарёв родился 25 марта 1917 года в селе Нижний Кокуй (ныне — Балейский район Читинской области). Окончил семь классов школы и школу фабрично-заводского ученичества, после чего работал лесоприёмщиком и бухгалтером. В 1939 году Золотарёв был призван на службу в Рабоче-крестьянскую Красную Армию. С 1941 года — на фронтах Великой Отечественной войны. К сентябрю 1943 года гвардии старший сержант Алексей Золотарёв командовал отделением роты связи 29-го гвардейского стрелкового полка 12-й гвардейской стрелковой дивизии 61-й армии Центрального фронта. Отличился во время битвы за Днепр.
В ночь с 27 на 28 сентября 1943 года Золотарёв в составе своего батальона переправился через Днепр в районе деревни Глушец Лоевского района Гомельской области Белорусской ССР и проложил кабель связи. За четыре последующих дня он исправил 45 повреждений на линии, принял участие в отражении 7 немецких контратак, получил несколько ранений, но продолжал сражаться.
Указом Президиума Верховного Совета СССР «О присвоении звания Героя Советского Союза генералам, офицерскому, сержантскому и рядовому составу Красной Армии» от 15 января 1944 года за «образцовое выполнение боевых заданий командования по форсированию реки Днепр и проявленные при этом мужество и героизм» гвардии старший сержант Алексей Золотарёв был удостоен высокого звания Героя Советского Союза с вручением ордена Ленина и медали «Золотая Звезда».
После окончания войны он продолжил службу в Советской Армии. Получил офицерское звание, командовал батальоном. После выхода в отставку проживал в Киеве, работал на местном автовокзале. Умер 4 июля 1996 года.
Был также награждён орденом Отечественной войны 1-й степени и рядом медалей.